# Cyperus ligularis
Cyperus ligularis är en halvgräsart som beskrevs av Carl von Linné. Cyperus ligularis ingår i släktet papyrusar, och familjen halvgräs. Inga underarter finns listade i Catalogue of Life.

## Bildgalleri

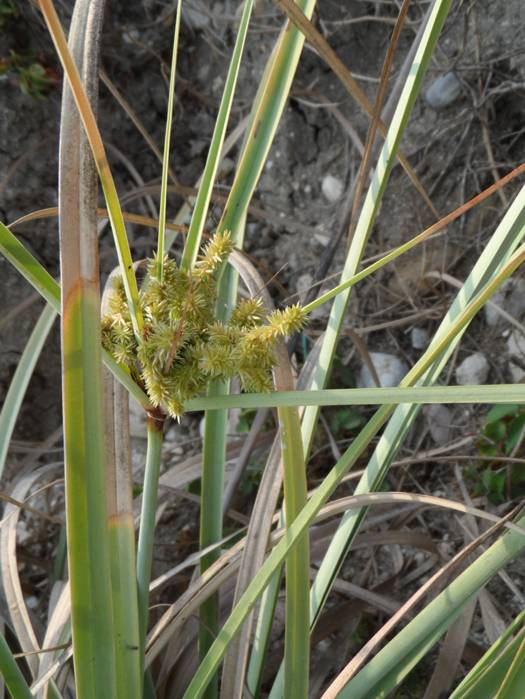